# Poor Baby
Poor Baby é um curta-metragem mudo norte-americano de 1915, do gênero comédia, estrelado por Raymond McKee e com o ator cômico Oliver Hardy em um papel pequeno.

## Elenco
- Raymond McKee - Pete, um vagabundo
- Lucille Allen - Sra. Smith
- Lou Gorey - Sra. Jones
- Leonora Van Benschoten - Margy
- Guido Colucci - Paul Jones
- Alice Grey
- Harry Eytinge - Xerife
- Andy Clark - Tommy (como Andrew J. Clark)
- Caroline Rankin - Matilda Jenkins
- Oliver Hardy - Querido de Matilda (como O.N. Hardy)